# Royal Free Hospital
Le Royal Free Hospital (également connu comme le Royal Free) est un centre hospitalier universitaire londonien. L'hôpital fait partie de la Royal Free London NHS Foundation Trust.

## Histoire

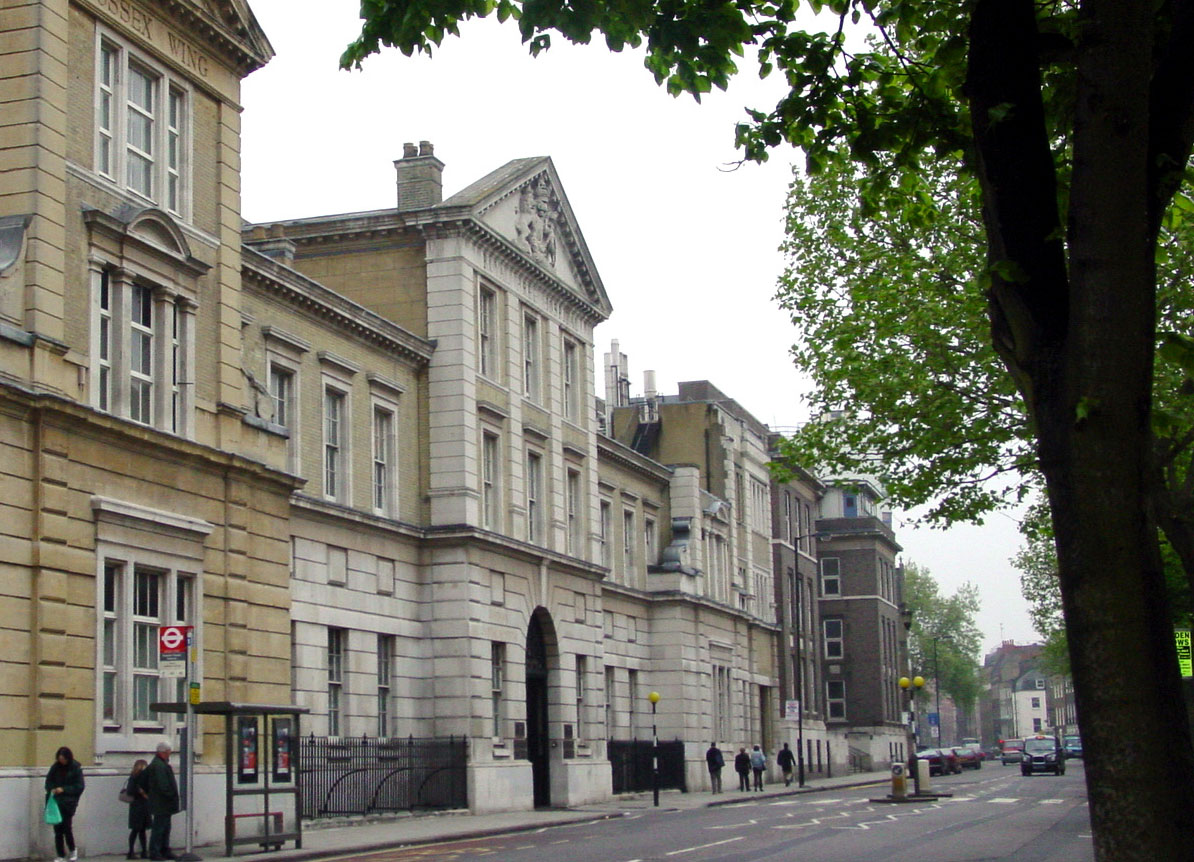
L'ancien site de Gray's Inn Road

Le Royal Free Hospital est fondé en 1828 par le chirurgien William Marsden qui souhaitait permettre l'accès à des soins gratuits aux personnes peu aisées. Il met d'abord en place un dispensaire au 16 Greville Street, Holborn, qui porte le nom de London General Institution for the Gratuitous Care of Malignant Diseases. La reine Victoria accorde une charte royale de fondation qui permet l'établissement d'un hôpital, en 1837, après une épidémie de choléra durant laquelle le dispensaire avait soigné de nombreux patients atteints de cette maladie. L'hôpital prend alors le nom de Royal Free Hospital, et s'installe à Gray's Inn Road dans les années 1840. Une annexe, prévue pour isoler certains malades, est à Liverpool Road, Islington. William Marsden fonde également le Free Cancer Hospital dans le quartier de Westminster, en 1851, celui-ci prend le nom de Royal Marsden Hospital en 1954. En 1974, les installations médicales d'Islington et de Holborn fusionnent et s'installent dans un bâtiment de douze étages, construit sur le site de l'ancien hôpital général de Hampstead.
En 1955, une apparente épidémie de maladie infectieuse, caractérisée par de la fièvre et une fatigue persistante accompagnée d'autres symptômes, a été signalée, touchant 292 membres du personnel et obligeant à la fermeture de l'hôpital entre le 25 juillet et le 5 octobre. La question de savoir si l'épisode était d'origine infectieuse a été débattue. L'épidémie s'est avérée par la suite être un cas notable au Royaume-Uni d'encéphalomyélite myalgique/syndrome de fatigue chronique et a donné lieu à l'invention du nom de la maladie.
L'hôpital abrite une partie de la faculté de médecine de l'University College de Londres et ses installations de recherche médicale. La Royal Free Hospital School of Medicine est rattachée institutionnellement à la faculté depuis 1998.

## Le Royal Free Hospital et la formation des femmes médecins

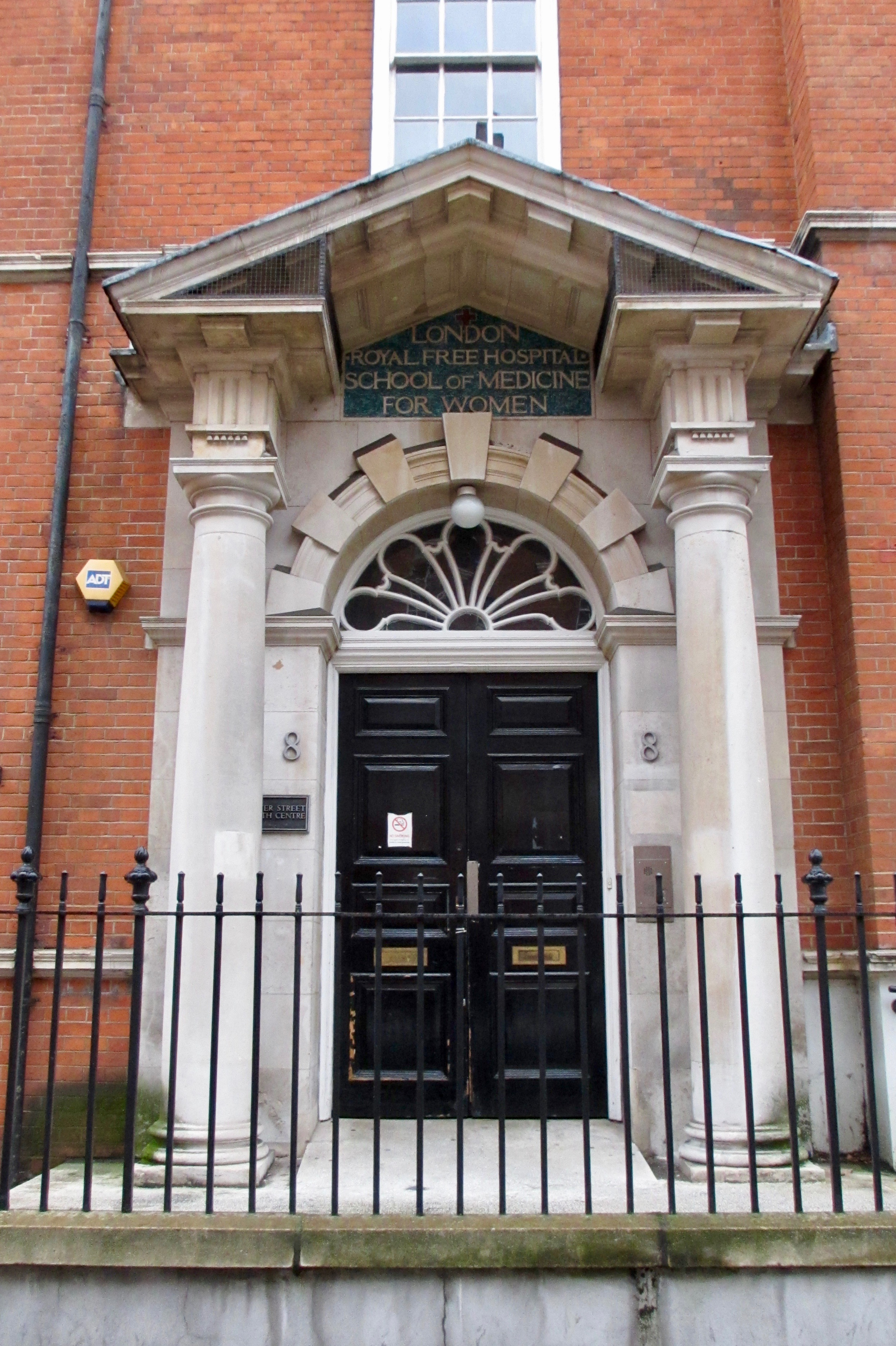
L'ancienne faculté de médecine, Hunter Street

Dans le dernier quart du XIXe siècle, un certain nombre de femmes se trouvent confrontées à l'impossibilité d'accéder aux études universitaires de médecine, et à l'interdiction de s'enregistrer comme médecin au Royaume-Uni. Plusieurs d'entre elles, notamment Sophia Jex-Blake, Elizabeth Garrett Anderson, Emily Blackwell et Elizabeth Blackwell, soutenues par Thomas Henry Huxley, créent en 1874 une faculté de médecine libre, la London School of Medicine for Women. Mais la faculté reste dans l'impossibilité d'assurer la formation clinique des étudiantes, du fait d'un refus des hôpitaux londoniens d'accepter des femmes stagiaires, malgré le « Medical Act » de 1876, qui autorise la qualification médicale des étudiants sans condition de genre.
Enfin, en 1877, un accord permet aux étudiantes de la London School of Medicine for Women d'effectuer la partie clinique de leur cursus universitaire au Royal Free Hospital. Celui-ci devient ainsi le premier hôpital universitaire londonien à assurer la formation clinique des femmes médecins.

## Centre de prise en charge du Sida
Le Royal Free a été le premier hôpital britannique à nommer, dès 1989, un médecin consultant spécialisé dans les infections à VIH. Depuis, l'hôpital s'est doté d'un centre de soins dédié au VIH. Ce centre, qui porte le nom de l'acteur écossais Ian Charleson, a été inauguré en 1992 en présence de l'acteur Ian McKellen. Elton John, quant à lui, a inauguré en 2003 le jardin adjacent, destiné au repos des patients.

## Controverses autour du vaccin ROR

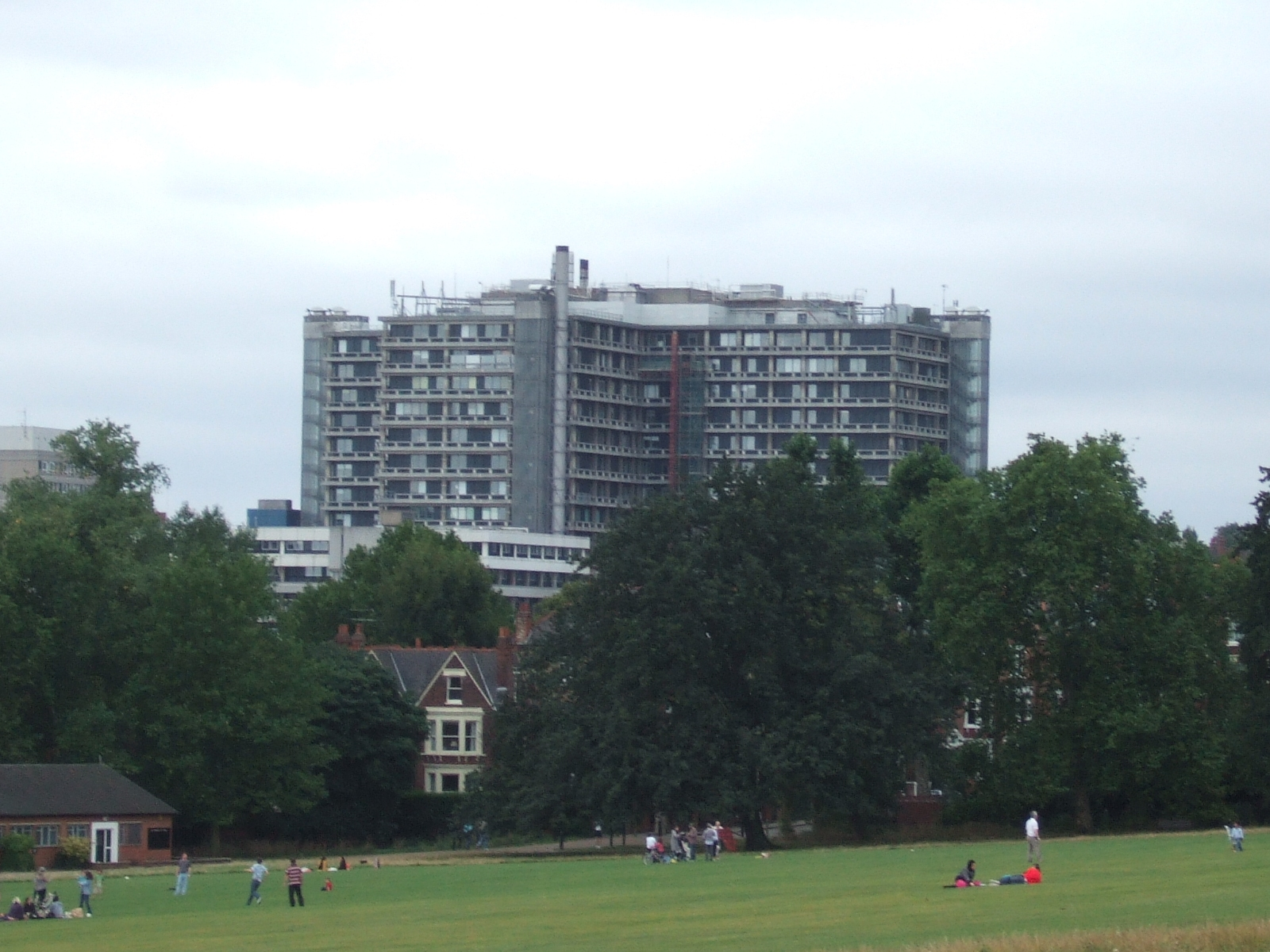
Le Royal Free vu de la Colline du Parlement, à Londres.

En février 1998, le Royal Free tient une conférence de presse en lien avec la publication par le Lancet d'un article d'Andrew Wakefield qui prétendait établir un lien entre le vaccin ROR et l'autisme.
La controverse qui s'ensuit conduit à une crise de confiance du public envers le vaccin ROR et une chute de l'utilisation de ce vaccin. Wakefield quitte la faculté de médecine en octobre 2001 et est interdit d'exercice médical au Royaume-Uni par le General Medical Council à la suite d'une enquête menée par le Sunday Times à propos du vaccin ROR,.

## Une unité d'isolement de haut niveau
Le Royal Free Hospital dispose d'une unité de soins prévue pour isoler les patients atteints de maladies infectieuses, telles que la maladie à virus Ebola. En 2014, l'infirmière britannique William Pooley est traitée avec succès pour une fièvre d'Ebola dans cette unité de soins. En décembre 2014, Pauline Cafferkey, une autre infirmière contaminée par le virus Ebola à Glasgow, est transférée à l'unité de traitement
L'unité a auparavant traité un patient atteint de fièvre hémorragique de Crimée-Congo.

## Évaluation de l'hôpital
L'hôpital est évalué comme un « bon établissement » par la Commission britannique de qualité des soins (CQC) en septembre 2017.

## Localisation
Il est situé près de la station de métro Belsize Park, et de la station ferroviaire Hampstead Heath du London Overground.